# Haus Zum jungen Aben

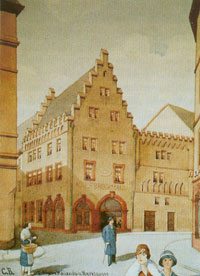
Haus zur jungen Aben in der Mailandsgasse 1 in Mainz (Aquarell von Carl Bronner, um 1930)

Das Haus Zum jungen Aben war ein spätmittelalterliches Patrizierhaus des Mainzer Patriziergeschlechts „Zum jungen Aben“ in der Mainzer Altstadt. Zusammen mit dem älteren benachbarten Haus „Zum Jungen“ und weiteren Häusern war es der Mittelpunkt einer größeren Hofanlage. Es war eines der wenigen mittelalterlichen Patrizierhäuser, die noch im 20. Jahrhundert erhalten waren, dazu noch in einem sehr guten Bauzustand. Bei dem Bombenangriff auf Mainz am 27. Februar 1945 wurde es vollständig zerstört.

## Name
Das „Haus zum jungen Aben“ weist, je nach der Quelle der Nennung und Zeitalter, verschiedene Namensvarianten auf: Eine Namensbeziehung zwischen der erbauenden oder erwerbenden Familie und dem Haus/Hof ist typisch für diesen Zeitraum der Mainzer Geschichte. Familien benannten sich nach den von ihnen erworbenen Häusern oder Höfen wie beispielsweise die Familie Zum Gensfleisch, erst nach dem erworbenen Hof zum Gensfleisch, später nach dem ebenfalls erworbenen Hof zum Gutenberg „Zum Gutenberg“. In diesem Fall wurde das neu erbaute Haus nach dem bereits vorhandenen Familiennamen benannt. Ab der frühen Neuzeit wurde das Haus auch mit dem Namen „Zum Ewigen Nest“ bezeichnet. Eine weitere und später verwendete Namensvariante war „Adebarsnest“.

## Geschichte
Ein großer Familienzweig der Familie Zum Jungen, die „Zum Jungen Aben“ – zu denen beispielsweise Johannes Gutenbergs Großmutter „Grete zum Jungen Aben“ gehörte – errichteten um 1400 das „Haus zum jungen Aben“. Es wurde in der Mailandsgasse 1 und damit in direkter Nachbarschaft zu dem älteren Haus „Zum Jungen“ (Mailandsgasse 3) errichtet und mit diesem baulich verbunden. Drei weitere rückwärtige Häuser im Familienbesitz in der Korbgasse 14, 16 und 18 kamen zu dem Gebäudekomplex hinzu. Damit bildeten alle fünf Häuser ein geschlossenes Karree mit großem Innenhof.
In dem gesamten Gebäudekomplex bewohnten verschiedene Teile der großen Patrizierfamilie unterschiedliche Bereiche: Die „Zum Jungen“, die „Zur jungen Aben“ sowie später die „Gelthus zur jungen Aben“. 1442 wird der Patrizier und Mainzer Bürgermeister Clas Dulin aus dem Familienumfeld des Mainzer Geschlechts der Walpoden als Besitzer oder Mieter des Hauses genannt. Er empfing und beherbergte im „Haus zur jungen Aben“ Friedrich III. auf seiner Reise zur Krönung nach Aachen.  Nach dem Ende der Mainzer Stiftsfehde 1462 enteignete der Sieger, Adolf von Nassau die Patrizierfamilien, die zu seinem Gegner, Diether von Isenburg, gehalten hatten. Das „Haus zur jungen Aben“ wurde nun Eigentum eines seiner Parteigänger, Johann zum Berne von Rüdesheim, Zollschreiber zu Ehrenfels.

## Architektur
Das dreistöckige, voll unterkellerte Haus wurde im gotischen Stil in Steinbauweise mit einem spitzen Giebeldach errichtet. Wie andere patrizische Häuser ab der Mitte des 14. Jahrhunderts wies es als durchgehender Steinbau Befestigungselemente wie Zinnen und Wehrgänge auf. Dies war zum Zeitpunkt der Erbauung aufgrund der immer wieder eskalierenden Unruhen und Kämpfe zwischen den „Alten Geschlechtern“ (wie sich die Patrizierfamilien selbst nannten) und der „Gemeinde“, den aufkommenden Zünften mit ihren Mitgliedern, notwendig geworden. Es handelte sich hier also um praktische Befestigungsmaßnahmen und nicht um dekorative Bauelemente. Fritz Arens, der das Gebäude noch intakt sah und dokumentierte, verglich das „Haus zum jungen Aben“ aufgrund seiner Wehrhaftigkeit mit einer Burg. Ernst Stephan und Karl Bronner ordneten das Haus unter die Kategorie der Wohntürme ein.
Der Dachstuhl wurde als zweifach stehender Kehlbalkenstuhl mit starken Sparren und massiven Dachbalken in Dreiecksform errichtet. Er wies drei, sich nach oben hin verkleinernde Dachgeschosse auf. Die seitliche Dachstuhlwände sorgten mit den jeweiligen Kopfbändern für die Längsaussteifung des Dachwerks. Die Geschossbalken wurden auf Mauerlatten und Steinkonsolen nachträglich aufgelegt, anders als bei den früheren romanischen Gebäuden. Die Giebelfront war circa 10 m breit und wies den typischen gotischen Staffelgiebel auf. Ein Zinnenkranz mit Spitzbogenblenden über einer breiten Hohlkehle und dahinterliegendem Wehrgang befand sich an den Traufenseiten. Auch die Hofmauer zur Mailandsgasse hin wies Wehrgänge und Zinnenkranz auf, die sich nach Fritz Arens möglicherweise noch weiter an dem Gebäudekomplex entlangzogen. Neben dem Erdgeschoss, das üblicherweise zu dieser Zeit dem Arbeitsalltag diente, befanden sich in den oberen beiden Geschossen Wohnbereiche und auch der Repräsentationsbereich, der oft mit Wand- und Deckenmalereien, Familienwappen sowie kostbaren Mobiliar und Baumaterialien ausgestattet wurde. Der Kellerbereich war mit einer Flachtonne überwölbt und diente, ebenso wie an den Hof angrenzende Räume zur Lagerung von Waren und Gütern.
Im 18. und 19. Jahrhundert gab es bauliche Veränderungen an dem Haus: im Erdgeschoss wurde eine größere Ladenfläche geschaffen und in der ersten Hälfte des 18. Jahrhunderts wurde die Hausfront mit Arkadenbögen aufgebrochen. Bei dem Luftangriff auf Mainz am 27. Februar 1945 wurde auch dieses Haus größtenteils zerstört. Das Nachbarhaus „Zum Jungen“ wurde ebenfalls stark beschädigt, seine baulichen Reste 1948 niedergelegt.

## Einordnung
Das „Haus zum jungen Aben“ galt als eines der schönsten Mainzer Patrizierhäuser und wurde im Vergleich zum Originalbau im Laufe der Jahrhunderte nur wenig verändert. Heidrun Ochs sieht es als exemplarisch für die anderen Mainzer Patrizierhäuser dieser Zeit an. Zusammen mit dem benachbarten Haus „Zum Jungen“ (Mailandsgasse 3 und 5) und den drei rückwärtigen Gebäuden der Korbgasse (Korbgasse 14–20) bildete es eine in Mainz typische spätmittelalterliche Hofanlage einer begüterten Patrizierfamilie, in der Wohnen, Handel, Lagerstätte, Handwerk und Repräsentation im inneren und äußeren Gebäudebereich vereint waren.